# We Are the Luniz
We Are the Luniz är ett musikalbum från 2005 av den amerikanska hiphopgruppen Luniz. Det släpptes på skivbolaget Oarfin.

## Låtlista
1. I Can’t Wait
2. Payroll Family
3. Do You (I’m A Do Me)
4. We Famous
5. Thugs Die
6. Baby Mama
7. Philies
8. Knock Diesel
9. Ball Or Bleed
10. International Helmet
11. Jack Off
12. The World
13. No Hoes
14. Trikin